# تمپل ۳۸۰۸
سیارک ۳۸۰۸ (به انگلیسی: 3808 Tempel، نامگذاری:1982FQ2) سه هزار و هشتصد و هشتمین سیارک کشف شده‌است که در ۲۴ مارس ۱۹۸۲ کشف شد.
قدر مطلق سیارک برابر ۱۴٫۴۰ است.